# 格洛彭
格洛彭（挪威語：Gloppen）是挪威的一個市镇，位於韦斯特兰郡，行政中心为桑達訥村。市镇面积为1,031平方公里，人口数量为5,854人（2020年），人口密度为每平方公里6.1人。